# Eduard Šalé
Eduard Šalé (né le 10 mars 2005 à Brno en Tchéquie) est un joueur tchèque de hockey sur glace. Il évolue à la position d'attaquant.

## Biographie

### En club
Eduard fait ses débuts professionnels avec le HC Kometa Brno en Extraliga lors de la Saison 2021-2022. Le 21 décembre 2021, il affronte le BK Mladá Boleslav.
Il inscrit son premier but lors d'une rencontre face au Rytíři Kladno, le 13 février 2022.
Lors de la saison suivante, il dispute 43 matchs, inscrivant 14 points et au terme de la saison régulière, remporte le trophée du meilleur jeune joueur du championnat.
En prévision du repêchage de 2023, la centrale de recrutement de la LNH le classe au 4e rang des espoirs européens chez les patineurs. Il est sélectionné en 20e position par le Kraken de Seattle.

### En équipe nationale
Eduard représente la Tchéquie lors du Championnat du monde moins de 18 ans en 2021. Son équipe est éliminée par le Canada en quart de finale, sur le score de 10-3 et se retrouve classée au 7e rang.
L'année suivante, en 2022, il est de retour en tant que capitaine assistant de sa formation. Son équipe termine à la 4e place, éliminée par la Finlande sur le score de 4-1 lors de la petite finale.
Il prend part au Championnat du monde junior en 2023. Il remporte la médaille d'Argent, s'inclinant en finale face au Canada sur le score de 2-3.

## Statistiques

### En club
| Saison    | Équipe                        | Ligue     |    | Saison régulière | Saison régulière | Saison régulière | Saison régulière | Saison régulière |   | Séries éliminatoires | Séries éliminatoires | Séries éliminatoires | Séries éliminatoires | Séries éliminatoires |
| Saison    | Équipe                        | Ligue     | PJ | B                | A                | Pts              | Pun              | PJ               | B | A                    | Pts                  | Pun                  |                      |                      |
| 2021-2022 | HC Kometa Brno                | Extraliga | 10 | 2                | 1                | 3                | 2                | -                | - | -                    | -                    | -                    |                      |                      |
| 2022-2023 | HC Kometa Brno                | Extraliga | 43 | 7                | 7                | 14               | 2                | 6                | 0 | 0                    | 0                    | 0                    |                      |                      |
| 2023-2024 | Colts de Barrie               | LHO       | 25 | 7                | 13               | 20               | 6                | -                | - | -                    | -                    | -                    |                      |                      |
| 2023-2024 | Rangers de Kitchener          | LHO       | 24 | 8                | 10               | 18               | 2                | 10               | 5 | 7                    | 12                   | 8                    |                      |                      |
| 2024-2025 | Firebirds de Coachella Valley | LAH       | 51 | 6                | 15               | 21               | 14               | 3                | 0 | 0                    | 0                    | 0                    |                      |                      |

### En équipe nationale
| Année | Équipe       | Compétition                          |   | PJ | B | A | Pts | Pun               |  | Résultat |
| 2021  | Tchéquie U18 | Championnat du monde moins de 18 ans | 6 | 1  | 8 | 9 | 0   | 7e Place          |  |          |
| 2022  | Tchéquie U18 | Championnat du monde moins de 18 ans | 5 | 4  | 2 | 6 | 4   | 4e Place          |  |          |
| 2023  | Tchéquie U20 | Championnat du monde U20             | 7 | 1  | 5 | 6 | 2   | Médaille d'argent |  |          |

## Trophées et honneurs personnels

### Extraliga
- Trophée du meilleur espoir en 2022-2023

### Championnat du monde junior
- Médaille d'argent en 2022